# Anàlisi de malles

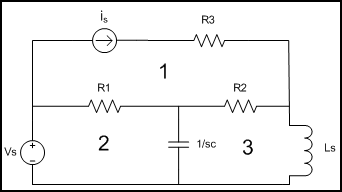
Exemple.

En enginyeria electrònica l'anàlisi de malles és un mètode de l'anàlisi de circuits que utilitza sistemes d'equacions, la llei de Kirchhoff de les malles i la llei d'Ohm per tal de calcular voltatges i corrent a qualsevol punt d'un circuit elèctric. Normalment implica menys incògnites i equacions que en el cas de l'anàlisi de nodes, en no utilitzar la llei del corrent de Kirchhoff el càlcul és més simple. Tanmateix la seva utilització està limitada als circuits planars.
A un circuit planar, les malles serien con les «finestres» que es formarien en dibuixar el circuit sense que les branques s'encreuessin. Formalment, una malla és un bucle del circuit que no inclou cap element. No sempre és possible identificar un corrent de malla amb una única branca i no sempre és possible mesurar directament un corrent de malla.
Hi ha una relació entre el corrent de malla i el corrent de la branca, així el corrent d'una determinada branca el podem expressar com la suma dels corrents de les malles de les que en forma part. Per trobar els diferents corrents de malla s'aplicarà la llei de Kirchhoff de les malles per crear tantes equacions com malles hi hagi; en cas de les branques que tinguin alguna resistència, la llei d'Ohm ens permetrà determinar la seva tensió en funció del seu corrent de branca.